# Дидье, Лоран
Лоран Дидье (люкс. Laurent Didier; род. 19 июля 1984, Диппах, Люксембург) — люксембургский профессиональный шоссейный велогонщик, выступающий  за команду мирового тура «Trek-Segafredo». Сын Люсьена Дидье и внук Бима Дидериха.

## Достижения
2005
1-й  - Чемпион Люксембурга — групповая гонка (U-23)
3-й - Флеш дю Сюд - Генеральная классификация
1-й - этап 3а
2006
8-й - Rund um Düren
2007
1-й - этап 2 Тур Верхней Австрии
3-й - Чемпионат Люксембурга — индивидуальная гонка
8-й - Тур Оверэйссел 
2009
Чемпионат Люксембурга 
2-й - групповая гонка
2-й - индивидуальная гонка
6-й - Тур Нормандии - Генеральная классификация
2010
9-й - Вуэльта Мадрида - Генеральная классификация
2011
Чемпионат Люксембурга 
3-й - групповая гонка
3-й - индивидуальная гонка
2012
1-й  - Чемпион Люксембурга — групповая гонка
1-й  - Тур Валлонии Горная классификация
2013
1-й  - Тур дю От-Вар Горная классификация
2-й - Чемпионат Люксембурга — индивидуальная гонка
2014
1-й  - Чемпион Люксембурга — индивидуальная гонка
1-й - этап 5 США Про Сайклинг Челлендж
2015
3-й - Чемпионат Люксембурга — индивидуальная гонка
2016
10-й - Тур Юты - Генеральная классификация

### Гранд-туры
| Гонка           | 2010 | 2011 | 2012 | 2013 | 2014 | 2015 | 2016 | 2017 |
| --------------- | ---- | ---- | ---- | ---- | ---- | ---- | ---- | ---- |
| Джиро д'Италия  | 33   | 130  | —    | —    | —    | —    | 64   | НФ   |
| Тур де Франс    | —    | —    | —    | 53   | —    | НФ   | —    | —    |
| Вуэльта Испании | —    | —    | 86   | —    | —    | —    | 104  | —    |

| —  | Не участвовал  |
| НФ | Не финишировал |